# لیل داگوفر
لیل داگوفر (هلندی: Lil Dagover؛ ۳۰ سپتامبر ۱۸۹۷ – ژانویه ۱۹۸۰ (۸۲ سال)) یک هنرپیشه اهل هلند بود. وی بین سال‌های ۱۹۱۳ تا ۱۹۷۶ میلادی فعالیت می‌کرد.
از فیلم‌ها یا برنامه‌های تلویزیونی که وی در آن نقش داشته است می‌توان به مطب دکتر کالیگاری، عابر پیاده، عنکبوت، شبح، تارتوف، سرنوشت، بادبزن خانم ویندیرمیر، هاراکیری، اورینت اکسپرس (فیلم ۱۹۲۷)، پایان بازی و مونت کریستو اشاره کرد.

## نگارخانه

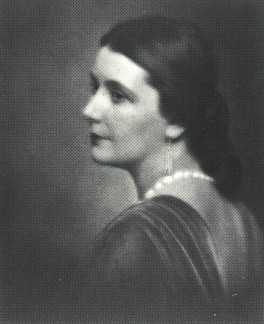